# Station Unna
Station Unna (Duits: Bahnhof Unna) is een spoorwegstation in de Duitse plaats Unna. Het station ligt aan de spoorlijnen Dortmund - Soest, Fröndenberg - Unna, Unna - Hamm en Unna - Kamen.

## Treinverbindingen
| Serie       | Treinsoort                          | Route | Bijzonderheden                                     |
| ----------- | ----------------------------------- | --- | -------------------------------------------------- |
| RE 7        | Regional-Express (National Express) | Rheine – Münster (Westf) Hbf – Hamm (Westf) – Unna – Hagen Hbf – Wuppertal Hbf – Solingen Hbf – Köln Hbf – Neuss Hbf – Krefeld Hbf | Rhein-Münsterland-Express                          |
| 20050 RE 13 | Regional-Express (Eurobahn)         | Venlo – Mönchengladbach Hbf – Neuss Hbf – Düsseldorf Hbf – Wuppertal Hbf – Hagen Hbf – Unna – Hamm (Westf)                         | Maas-Wupper-Express                                |
| RB 54       | Regionalbahn (DB Regio NRW)         | Unna – Ardey – Fröndenberg – Menden (Sauerland) – Balve – Neuenrade                                                                | Hönnetal-Bahn                                      |
| RB 59       | Regionalbahn (Eurobahn)             | Dortmund Hbf – Dortmund Hörde – Holzwickede – Unna – Werl – Soest                                                                  | Hellweg-Bahn 2x per uur, 1x per uur in het weekend |
| S 4         | S-Bahn (DB Regio NRW)               | Dortmund-Lütgendortmund – Dortmund-Dorstfeld – Dortmund Stadthaus – Dortmund-Brackel – Dortmund-Wickede – Massen – Unna            |                                                    |